# Ваганов, Евгений Александрович
Евге́ний Алекса́ндрович Вага́нов (род. 10 октября 1948, Красноярск, СССР) — советский и российский эколог, биофизик и дендролог, академик РАН. Научный руководитель Сибирского федерального университета (с 2017). Доктор биологических наук, профессор.
В 2006—2017 годах — ректор Сибирского федерального университета, в 1994—2006 годах — директор Института леса имени В. Н. Сукачёва СО РАН.
Лауреат Премии имени В. Н. Сукачёва (2004).

## Биография
Окончил физический факультет Красноярского государственного университета (КГУ) по специальности «Биофизика» в 1971 году.
В 1975 году защитил диссертацию на соискание учёной степени кандидата биологических наук по теме «Микрофотометрический анализ годичных колец в исследовании роста древесных растений» (специальность 03.00.02 — биофизика).
С 1971 года работал в лаборатории биофизики в Институте физики им. Л. В. Киренского (Красноярск) Сибирского отделения Академии наук СССР (СО АН СССР).
В 1981 году переведён старшим научным сотрудником во вновь открывшийся в Красноярске Институт биофизики СО АН СССР. Затем с 1987 по 1988 год был заведующим лабораторией института.
В 1984 году защитил диссертацию на соискание учёной степени доктора биологических наук по теме «Анализ сезонного роста организмов по слоистым структурам» (специальность 03.00.02 — биофизика).
С 1988 года руководил лабораторией дендроклиматологии Института леса имени В. Н. Сукачёва СО РАН, в 1990 году назначен заместителем директора института, в 1992 году — директором Сибирского международного центра экологических исследований бореальных лесов. С 1994 года возглавлял Институт леса имени В. Н. Сукачёва СО РАН. В 1997 году избран действительным членом РАН.
С 28 ноября 2006 года по 26 октября 2017 года — ректор Сибирского федерального университета.
Член редакционной коллегий трёх международных научных журналов (Holocene, Tree-Ring Journal, Eurasian Journal of Forest Research) и двух российских («Лесоведение», «Сибирский экологический журнал»).
Член Высшего совета партии «Единая Россия».

## Научная деятельность
- Руководитель (с российской стороны) крупнейшего международного проекта, выполняемого совместно с Обществом им. Макса Планка (Германия) по оценке влияния климатических изменений на обмен парниковых газов в лесных экосистемах Сибири (на территории Красноярского края построена уникальная обсерватория в таёжной зоне с высотной мачтой более 300 м).
- Создатель ведущей научной школы в области экологии древесных растений и дендрохронологии.
- Разработчик системы дендроклиматологического мониторинга лесов России, отмеченной премией РАН имени ак. В. Н. Сукачёва, а также премией Фонда Александра Гумбольдта (Германия).
- Подготовил 5 докторов и 27 кандидатов наук.
- Автор свыше двухсот научных публикаций, в том числе восемь книг, три из которых изданы за рубежом.

### Имитационная модель Ваганова-Шашкина роста древесных колец (Process-Based Tree-Ring VS-model)
Евгений Александрович Ваганов является идейным вдохновителем и одним из создателей имитационной модели Ваганова-Шашкина роста древесных колец — VS-модели (Process-Based Tree-Ring Vaganov-Shaskin-model — VS-model), которая является на сегодняшний день одной из самых используемых моделей в мировом научном сообществе при анализе, оценке и прогнозе реакции древесных растений на климатические изменения в самых разнообразных лесных экосистемах.
Имитационная модель Ваганова-Шашкина (VS-модель) (;;;) является одной из самых современных моделей, описывающих формирование годичных колец деревьев, формирование и рост клеток в результате многомерных нелинейных экофизиологических процессов, включая эффекты сезонных изменений температуры, осадков и освещенности (Fritts et al., 1991; Vaganov et al., 2011; Guiot et al., 2014, Shishov et al., 2016). VS-модель позволяет осуществить нелинейное моделирование роста годичных колец для большинства хвойных видов, а также используется для исследования внутригодовой и межгодовой изменчивости взаимосвязи между климатом и ростом.
VS-модель составляет основу для глобальной эволюционной нейросетевой платформы моделирования — VS-Global Evolutional neural network VS-GENN (http://www.vs-genn.ru/)
VS-модель успешно применялась на территории Северной Америки (;;;;), Центральной Европы (;;), Средиземноморского региона (), Китая (;;;;;;;) и Сибири (;;;;;;).

### Избранные труды
- Ваганов Е. А. Гистометрический анализ роста древесных растений / Е. А. Ваганов, А. В. Шашкин, И. В. Свидерская, Л. Г. Высоцкая. — Новосибирск: Наука, 1985. − 102 с
- Ваганов Е. А. Дендроклиматические исследования в Урало-Сибирской Субарктике / Е. А. Ваганов, С. Г. Шиятов, В. С. Мазепа. − Новосибирск: Наука, 1996. − 244 с.
- Ваганов Е. А. Рост и структура годичных колец хвойных / Е. А. Ваганов, А. В. Шашкин. — Новосибирск: Наука, 2000. − 232 с.
- Vaganov E.A. The tracheidogramm method in tree-ring analysis and its application /E.A. Vaganov // Methods of Dendrochronology. — Eds. by E.Cook, L. Kairiukstis. — Dordrecht: Cluwer Acad. Publ., 1990. — P. 63-75.
- Vaganov E.A. Influence of snowfall and melt timing on tree growth in subarctic Eurasia / E.A. Vaganov, M.K. Hughes, A.V. Kirdyanov, F.H. Schweingruber, P.P. Silkin // Nature. — 1999. — V. 400. — P. 149—151.
- Vaganov E.A. Growth Dynamics of Conifer Tree Rings: Images of Past and Future./ E.A. Vaganov, M.K. Hughes, A.V. Shashkin// Ecological studies 183: Springer. — 2006. — 368 p

## Научно-педагогическая и общественная деятельность
С 2017 года — научный руководитель Сибирского федерального университета.
17 июня 2018 года назначен внештатным советником губернатора Красноярского края для решения вопросов связанных с наукой и образованием.
Член Общественного совета при Министерстве спорта Российской федерации.

## Награды и премии
- Орден Дружбы (25 января 2017) — за большой вклад в развитие науки, образования, подготовку квалифицированных специалистов[38].
- Медаль ордена «За заслуги перед Отечеством» II степени (2011)[39].
- Диплом «Золотой знак „Общественное признание“» (Россия; 2001).
- Лауреат премии фонда Александра Гумбольдта (Германия; 2003).
- Лауреат премии им. В. Н. Сукачёва Президиума РАН (2004).
- Почетный знак «Серебряная сигма» за многолетний творческий труд, большой вклад в развитие науки и в связи с 50-летием СО РАН.
- Почётный гражданин Красноярска (2022)[40][41].

## Список цитируемой литературы
1. ↑  Ваганов Евгений Александрович | биография и последние новости. ФедералПресс. Дата обращения: 12 ноября 2023. Архивировано 12 ноября 2023 года.
2. ↑  Ваганов, Евгений Александрович. Микрофотометрический анализ годичных колец в исследовании роста древесных растений : диссертация … кандидата биологических наук : 03.00.02. — Красноярск, 1974. — 137 с.
3. ↑  Ваганов, Евгений Александрович — Микрофотометрический анализ годичных колец в исследовании роста древесных растений [Текст] : Автореф. дис. на соиск. учен. степени канд. биол. наук. (03.00.02). search.rsl.ru. Дата обращения: 12 ноября 2023. Архивировано 12 ноября 2023 года.
4. 1 2 3  Ваганов, Евгений Александрович. ТАСС. Дата обращения: 12 ноября 2023. Архивировано 12 ноября 2023 года.
5. ↑  Ваганов, Евгений Александрович. Анализ сезонного роста организмов по слоистым структурам : диссертация … доктора биологических наук : 03.00.02. — Краснодар, 1984. — 506 с.
6. ↑  Ваганов, Евгений Александрович — Анализ сезонного роста организмов по слоистым структурам : диссертация … доктора биологических наук : 03.00.02. search.rsl. Дата обращения: 12 ноября 2023. Архивировано 12 ноября 2023 года.
7. ↑  Новости. Ваганов переназначен ректором Сибирского федерального университета. РИА Новости (5 июля 2013). Дата обращения: 12 ноября 2023. Архивировано 12 ноября 2023 года.
8. ↑  Ректор СФУ Евгений Ваганов ушел в отставку. AiF (26 октября 2017). Дата обращения: 12 ноября 2023. Архивировано 12 ноября 2023 года.
9. ↑  Бюро Высшего совета Партии. Единая Россия. Дата обращения: 15 ноября 2013. Архивировано из оригинала 27 ноября 2013 года.
10. ↑  Vaganov, E. A., Hughes, M. K., Kirdyanov, A. V., Schweingruber, F. H., & Silkin, P. P. 1999. Influence of snowfall and melt timing on tree growth in subarctic Eurasia. Nature. https://doi.org/10.1038/22087
11. ↑  Ваганов Е. А. Рост и структура годичных колец хвойных / Е. А. Ваганов, А. В. Шашкин. — Новосибирск: Наука, 2000. − 232 с.
12. ↑  Vaganov E.A. Growth Dynamics of Conifer Tree Rings: Images of Past and Future./ E.A. Vaganov, M.K. Hughes, A.V. Shashkin// Ecological studies 183: Springer. — 2006. — 368 p
13. 1 2  Vaganov, E. A., Anchukaitis, K. J., & Evans, M. N. 2011. How Well Understood Are the Processes that Create Dendroclimatic Records? A Mechanistic Model of the Climatic Control on Conifer Tree-Ring Growth Dynamics. In Developments in Paleoenvironmental Research (Vol. 11, pp. 37-75). https://doi.org/10.1007/978-1-4020-5725-0_3
14. ↑  Anchukaitis, K. J., Evans, M. N., Kaplan, A., Vaganov, E. A., Hughes, M. K., Grissino-Mayer, H. D., & Cane, M. A. 2006. Forward modeling of regional scale tree-ring patterns in the southeastern United States and the recent influence of summer drought. Geophysical Research Letters, 33(4), 2-5. https://doi.org/10.1029/2005GL025050
15. ↑  Anchukaitis, K. J., Breitenmoser, P., Briffa, K. R., Buchwal, A., Büntgen, U., Cook, E. R., D’Arrigo, R. D., Esper, J., Evans, M. N., Frank, D., Grudd, H., Gunnarson, B. E., Hughes, M. K., Kirdyanov, A. V., Körner, C., Krusic, P. J., Luckman, B., Melvin, T. M., Salzer, M. W., … Wilson, R. J. S. 2012. Tree rings and volcanic cooling. Nature Geoscience, 5(12), 836—837. https://doi.org/10.1038/ngeo1645
16. ↑  Anchukaitis, K. J., Evans, M. N., Hughes, M. K., & Vaganov, E. A. 2020. An interpreted language implementation of the Vaganov-Shashkin tree-ring proxy system model. Dendrochronologia. https://doi.org/10.1016/j.dendro.2020.125677
17. ↑  Evans, M. N., Reichert, B. K., Kaplan, A., Anchukaitis, K. J., Vaganov, E. A., Hughes, M. K., & Cane, M. A. 2006. A forward modeling approach to paleoclimatic interpretation of tree-ring data. Journal of Geophysical Research: Biogeosciences, 111(3), 1-13.
18. ↑  Buttò V., Shishov V., Tychkov I., Popkova M., He M., Rossi S., Deslauriers A., Morin H. 2020. Comparing the Cell Dynamics of Tree-Ring Formation Observed in Microcores and as Predicted by the Vaganov-Shashkin Model. Frontiers in Plant Science. DOI: 10.3389/fpls.2020.01268
19. ↑  Jevšenak J., Tychkov I., Gričar J., Levanič T., Tumajer J., Prislan P., Arnič D., Popkova M., Shishov V.V. 2020. Growth-limiting factors and climate response variability in Norway spruce (Picea abies L.) along an elevation and precipitation gradients in Slovenia. International Journal of Biometeorology. DOI: 10.1007/s00484-020-02033-5
20. ↑  Tumajer J., Kašpar J., Kuželová H., Shishov V.V., Tychkov I.I., Popkova M.I.,Vaganov E.A., Treml V. 2021. Forward Modeling Reveals Multidecadal Trends in Cambial Kinetics and Phenology at Treeline. Front. Plant Sci. 12:613643. DOI: 10.3389/fpls.2021.613643
21. ↑  Kašpar et al., 2021
22. ↑  Touchan R., Shishov V.V., Meko D.M., Nouiri I., Grachev A. 2012. Process based model sheds light on climate signal of Mediterranean tree-ring width. Biogeosceinces, V. 9: 965—972, doi:10.5194/bg-9-965-2012
23. ↑  Shi et al., 2008
24. ↑  Zhang et al., 2016
25. ↑  Gou et al., 2013
26. ↑  He M., Shishov V., Kaparova N., Yang B., Bräuning A., Grießinger J. 2017. Process-based modeling of tree-ring formation and its relationships with climate on the Tibetan Plateau. Dendrochronologia. DOI: http://dx.doi.org/10.1016/j.dendro.2017.01.0021125-786
27. ↑  He M., Yang B., Shishov V., Rossi S., Brauning A., Ljungqvist F. C., Grießinger J. 2018a. Projections for the changes in growing season length of tree-ring formation on the Tibetan Plateau based on CMIP5 model simulations. International journal of biometeorology. 62(4), с. 631—641. DOI:10.1007/s00484-017-1472-4
28. ↑  He M., Yang B., Shishov V., Rossi S., Bräuning A., Ljungqvist F.C., Grießinger J. 2018b. Relationships between wood formation and cambium phenology on the Tibetan plateau during 1960—2014. Forests. V.9 (2).
29. ↑  He M., Yang B, Bräuning A., Rossi S., Ljungqvist F.C., Shishov V., Grießinger J., Wang J., Liu J,, Qin C. 2019. Recent advances in dendroclimatology in China. Earth-Science Reviews. V.194. P. 521—535. DOI: 10.1016/j.earscirev.2019.02.012
30. ↑  Yang B., He M., Shishov V., Tychkov I., Vaganov E., Rossi S., Ljungqvist F.C., Achim Bräuning A., Grießinger J. 2017. New perspective on spring vegetation phenology and global climate change based on Tibetan Plateau tree-ring data. Proceedings of the National Academy of Sciences of the United States of America — PNAS. V.114 (27). P. 6966-6971. DOI: 10.1073/pnas.1616608114
31. ↑  Vaganov, E. A., Hughes, M. K., & Shashkin, A. V. 2006. Growth Dynamics of Conifer Tree Rings: Images of Past and Future Environments. Springer Berlin Heidelberg. https://doi.org/https://doi.org/10.1007/3-540-31298-6
32. ↑  Shishov, V.V., Tychkov, I.I., Popkova, M.I., Ilyin, V.A., Bryukhanova, M.V., Kirdyanov, A.V. 2016. VS-oscilloscope: a new tool to parameterize tree radial growth based on climate conditions. Dendrochronologia. DOI: 10.1016/j.dendro.2015.10.001
33. ↑  Arzac, A., Popkova, M., Anarbekova, A., Olano, J. M., Gutiérrez, E., Nikolaev, A., & Shishov, V. (2019). Increasing radial and latewood growth rates of Larix cajanderi Mayr. and Pinus sylvestris L. in the continuous permafrost zone in Central Yakutia (Russia). Annals of Forest Science, 76(4). https://doi.org/10.1007/s13595-019-0881-4
34. ↑  Popkova M.I., Vaganov E.A., Shishov V.V., Babushkina E.A., Rossi S., Fonti M.V., Fonti P. 2018. Modeled tracheidograms disclose drought influence on Pinus sylvestris tree-rings structure from Siberian forest-steppe. Frontiers in Plant Science. V.9. DOI: 10.3389/fpls.2018.01144
35. ↑  Tychkov I.I., • Sviderskaya I.V., • Babushkina E.A., • Popkova M.I., • Vaganov E.A., Shishov V.V. 2019. How can the parameterization of a process-based model help us understand real tree-ring growth? Trees — Structure and Function. V. 33(2). P. 345—357 DOI: 10.1007/s00468-018-1780-2
36. ↑  Kirdyanov A.V., Krusic P.J., Shishov V.V., Vaganov E.A., Fertikov A.I., Myglan V.S., Barinov V.V., Browse J., Esper J., Ilyin V.A., Knorre A.A., Korets M.A., Kukarskikh V.V., Mashukov D.A., Onuchin A.A., Piermattei A., Pimenov A.V., Prokushkin A.S., Ryzhkova V.A., Shishikin A.S., Smith K.T., Taynik A.V., Wild M., Zorita E., Büntgen U. 2020.Ecological and conceptual consequences of Arctic pollution. Ecology letters. DOI: 10.1111/ele.13611
37. ↑  Пахтусов С. Евгений Ваганов назначен советником губернатора Красноярского края Архивная копия от 18 июня 2018 на Wayback Machine // Городские новости, 17.06.2018
38. ↑  Указ Президента Российской Федерации от 25.01.2017 № 34 «О награждении государственными наградами Российской Федерации» Архивная копия от 28 января 2017 на Wayback Machine
39. ↑  Указ Президента Российской Федерации от 8 февраля 2011 года № 159 «О награждении государственными наградами Российской Федерации» (недоступная ссылка)
40. ↑  Наш город — Почетные граждане — Официальный сайт администрации города Красноярска. www.admkrsk.ru. Дата обращения: 12 ноября 2023. Архивировано 12 ноября 2023 года.
41. ↑  Звание «Почётный гражданин Красноярска» присвоено двоим жителям города. Gornovosti.Ru (26 августа 2022). Дата обращения: 12 ноября 2023. Архивировано 12 ноября 2023 года.